# Рубен Естлунд
Клаес Оле Рубен Естлунд (швед. Claes Olle Ruben Östlund; Стирше, 13. април 1974) шведски је филмски режисер. Његови филмови Виша сила (2014) и Квадрат (2017) освојили су награде на Канском филмском фестивалу, укључујући Златну палму за потоњи.

## Каријера
Естлунд је каријеру започео као режисер скијашких филмова 1990-их, а потом је почео да студира филмску школу у Гетеборгу; дипломирао је 2001. године. Примљен је у школу на основу филмова о скијашима. Заједно са филмским продуцентом Ериком Хемендорфом саоснивач је продукцијске компаније Платформ продакшон, која продицира његове филмове.
Његова прва четири играна филма су била научнофантастична: Гитара-монголоид (2004), Невољно, Игра и Виша сила (2014). Гитара-монголоид је добио награду FIPRESCI на 27. Московском међународном филмском фестивалу. Естлундов краткометражни филм Инцидент код банке освојио је Златног медведа за најбољи краткометражни филм на 60. Берлинском међународном филмском фестивалу и главну награду на Филмском фестивалу у Тампери године 2011.
Његов филм Виша сила изабран је за такмичење у секцији Un Certain Regard на Канском филмском фестивалу 2014, где је освојио награду жирија. Године 2016. био је члан жирија за секцију Un Certain Regard на Канском филмском фестивалу 2016.
Године 2017, његов филм Квадрат — делом надахнут неким од сопствених искустава — такмичио се на Канском филмском фестивалу. Освојио је престижну Златну палму.

## Филмографија
| Год.  | Српски назив                   | Изворни назив                | Тип                                   |
| ----- | ------------------------------ | ---------------------------- | ------------------------------------- |
| 1993. | Зависан                        | Addicted                     | скијашки филм                         |
| 1997. | Слободни радикали              | Free Radicals                | скијашки филм                         |
| 1998. | Слободни радикали 2            | Free Radicals 2              | скијашки филм                         |
| 2000. | Нека се други брину о љубави   | Låt dom andra sköta kärleken | документарац                          |
| 2002. | Поново породица                | Familj igen                  | документарац                          |
| 2004. | Гитара-монголоид               | Gitarrmongot                 | фантастични играни филм               |
| 2005. | Аутобиографска сцена број 6882 | Scen nr: 6882 ur mitt liv    | фантастични краткометражни филм       |
| 2008. | Невољно                        | De ofrivilliga               | фантастични играни филм               |
| 2010. | Инцидент код банке             | Händelse vid bank            | научнофантастични краткометражни филм |
| 2011. | Игра                           | Play                         | фантастични играни филм               |
| 2014. | Виша сила                      | Turist                       | фантастични играни филм               |
| 2017. | Квадрат                        | The Square                   | фантастични играни филм               |